# Александар Леко Будисављевић
Александар Леко племенити Будисављевић, (Вребац, Лика, 1823 — Осијек, Славонија, 15. септембар 1908) био је српски граничар и пуковник. Потиче из угледне личке граничарске и официрске породице Будисављевић.

## Биографија
Син је царског генерала Буде и унук мајора и племића Мијата. Као и отац, посветио се војничком позиву, који је започео као врло млад, у Личкој граничарској регименти 1841. године. Сљедеће године постао је фрајт, а јуна 1845. кадет у граничарској регименти број 18. Почетком прољећа 1848. стекао је чин поручника (лајтнанта), а почетком 1849. чин оберлајтнанта. Капетан је постао тек десет година касније, 1859. у граничарској регименти број 14, у којој је крајем октобра 1871. унапређен у чин мајора, да би поткрај априла сљедеће године био премјештен у пјешадијску регименту број 56. У чин оберстлајтнанта (потпуковника) у тој регименти унапређен је почетком маја 1877., а марта 1879. премјештен је у пјешадијску регименту број 78. Пензионисан је у чину пуковника 1. јуна 1881. и настанио се у Осијеку.
Као пензионисани официр у својој 64. години 1887., написао је у Осијеку књигу Племе Будисављевића у Горњој крајини, која је објављена 1890. године. Имао је сина Ману, који је био питомац, а потом и наставник у Бечкој војној академији, достигавши високи чин царског генерала. Емануел - Мане је као пензионер живјео у Осијеку све до очеве смрти, а потом се преселио у Медлинг у Аустрији.